# Estadi Nuevo Arcángel
L'Estadi Municipal Nuevo Arcángel és un camp de futbol de la ciutat andalusa de Còrdova, on hi disputa els seus partits com a local el Córdoba Club de Futbol. Va ser inaugurat el 1993 i té capacitat per a 21.822 espectadors.
Rep el seu nom de l'antic estadi d'El Arcángel, situat a uns 500 metres de l'actual, on el Córdoba Club de Futbol va jugar durant 39 temporades. L'estadi vell tenia pistes d'atletisme i una capacitat per a 15.500 espectadors.